# Del entorno
Del entorno es el segundo álbum de estudio de la banda argentina de heavy metal Almafuerte, publicado en 1996 por el sello discográfico DBN.

## Detalles
Se trata del último álbum en el que participó el baterista Claudio Cardaci, que poco tiempo después de la publicación del disco fue reemplazado por Rodolfo Márquez, que al poco tiempo también deja la banda y es reemplazado por Walter Martínez.
El álbum fue producido por Flavio Cianciarulo, bajista de Los Fabulosos Cadillacs, con quien Iorio grabaría al año siguiente Peso argento. 
Una de las canciones más populares del álbum es «1999», la que usualmente se incluía en los shows de la banda. 
También se grabó un videoclip de «Amistades de tierra adentro».
El disco contiene otras canciones populares de la banda como «Lucero del alba», mezcla de humor y denuncia que relata la experiencia de Iorio al querer ver el Lucero del alba durante la noche. Tratando de verlo, pisa accidentalmente heces de perro. Furioso, insulta y es escuchado por un móvil policial que recorría la zona. "Esta visión me distrajo, pisé caca de perro / grité la concha su madre y se detuvo el patrullero".
«Los delirios del defacto» habla de la memoria popular y del Proceso de Reorganización Nacional. "Uno más entre tantos soy / que olvidar no quiere los delirios del defacto" "Porque no olviden / porque recuerden".
«Hombre peste» relata las travesuras del guitarrista Claudio Marciello en su infancia, escapándose de su casa y toda su familia buscándolo.
Se incluye un tema de homenaje al cantautor y amigo de la banda Rubén Patagonia.

## Lista de canciones
Todas las letras escritas por Ricardo Iorio.
| N.º | Título                        | Música            | Duración |  |
| 1.  | «Del entorno»                 | Ricardo Iorio     | 3:05     |  |
| 2.  | «Lucero del Alba»             | Claudio Marciello | 4:54     |  |
| 3.  | «Hacia el abismo»             | Claudio Marciello | 2:37     |  |
| 4.  | «Por nacer»                   | Claudio Marciello | 2:58     |  |
| 5.  | «Amistades de tierra adentro» | Ricardo Iorio     | 3:17     |  |
| 6.  | «Los delirios del defacto»    | Ricardo Iorio     | 2:56     |  |
| 7.  | «1999»                        | Ricardo Iorio     | 2:58     |  |
| 8.  | «De la carne»                 | Claudio Marciello | 3:22     |  |
| 9.  | «Hombre peste»                | Claudio Marciello | 2:41     |  |
| 10. | «Rubén Patagonia»             | Claudio Marciello | 3:04     |  |
| 11. | «Presa fácil»                 | Ricardo Iorio     | 5:16     |  |

## Créditos

### Banda
- Ricardo Iorio - voz y bajo
- Claudio Marciello - guitarra
- Claudio Cardaci - batería

### Personal técnico
- Flavio Cianciarulo - productor artístico
- Álvaro Villagra - ingeniero de grabación
- Marcelo Moya - coordinación
- Marcelo Caputo - manager
- Almafuerte - concepto de tapa
- Resakka - foto de tapa